# Smålands-Tidningen
Smålands-Tidningen (SmT) är en oberoende liberal tredagarstidning med nyheter dygnet runt på smt.se från norra Småland. 
Tidningen grundades som en konkurrent till Eksjö-Tidningen 1899 i Eksjö där det första egna tryckeriet öppnades 1909. 1987 gick Smålands-Tidningen samman med Smålands Dagblad, men dessa båda tidningar delades igen i varsin edition år 2013. I dag ingår tidningen i Bonnier News Local AB tillsammans med Tranås Tidning, Vetlanda-Posten och Smålands Dagblad. Tidningen har en räckvidd på 21 000 läsare (Orvesto 2021) och en upplaga på 3 900 exemplar (TS 2021).
Tidningens spridningsområde är Eksjö, Aneby och Ydre kommuner. 
Ansvarig utgivare vid starten var bokhållaren J. Aug. Carlson. När tidningen två år senare var hotad av nedläggning gick pastor Martin Karlgren in och räddade den. Han var tidningschef fram till 1938.
Johan Hedberg var chefredaktör och ansvarig utgivare fram till sista november 2023. 1 december 2023 tillträdde Carl-Henric Malmgren som chefredaktör och ansvarig utgivare. 2024 firar tidningen 125-årsjubileum. 

## Ansvariga utgivare[1]
- 1899–1901 – Johan August Carlson
- 1901–1938 – Martin Karlgren
- 1938–1958 – Josef Furhammar
- 1958–1961 – Yngve Emanuel Stenholm
- 1961–1970 – Torsten Torstendahl
- 1970–1972 – Arne Argus
- 1972–1991 – Per Gustav Jerker Isaksson
- 1991–1995 – Bengt Wendle
- 1995–1995 – Pär Argus (tf)
- 1995–1996 – Sten-Åke Hjerpe (tf)
- 1996–2000 – Weine Nilsson
- 2000–2010 – Johan Hedberg (stf)
- 2010–2012 – Bo Andersson
- 2012–2012 – Johan Hedberg (stf)
- 2012–2012 – Mats Ottosson
- 2012–2015 – Johan Hedberg
- 2015–2016 – Mats Ottosson
- 2015–2015 – Ronny Karlsson (stf) (kortvarigt)
- 2015–2016 – Marie Johansson Flyckt (stf) (kortvarigt)
- 2016–2019 – Marie Johansson Flyckt
- 2017–2020 – Herman Nikolic
- 2020–2023 – Johan Hedberg
- 2023–(fortf) – Carl-Henric Malmgren

## Redaktörer[1]
- 1900–1900 – Ernst H. Lindahl
- 1900–1901 – Karl Rudvall och H. Aspling
- 1901–1901 – J.A. Axelsson
- 1901–1918 – Martin Karlgren
- 1918–1919 – Martin Karlgren och Josef Karlsson (senare Furhammar)
- 1920–1921 – Florentinus Hällzon
- 1921–1925 – Josef Furhammar (till 1923 Karlsson)
- 1925–1928 – Martin Karlgren
- 1928–1935 – Josef Furhammar
- 1935–1938 – Martin Karlgren
- 1938–1958 – Josef Furhammar
- 1958–1970 – Torsten Torstendahl
- 1970–1971 – Yngve Stenholm (redaktionschef)
- 1971–1985 – Jerker Isaksson (redaktionschef)
- 1986–1994 – Margaretha Nilsson (redaktionschef)
- 1994–1994 – Lars Bernfalk (redaktionssekreterare)
- 1995–1995 – Pär Argus (redaktionschef)
- 1996–1996 – Christer Undfors (nyhetschef)
- 1996–1999 – Göran Carstorp (redaktionschef)
- 1999–1999 – Christer Undfors (tf redaktionschef)
- 1999–2006 – Johan Hedberg (redaktionschef)
- 2006–2008 – Christer Undfors (nyhetschef)
- 2008–2009 – Rebecka Sjöström (stf nyhetschef)
- 2009–2009 – Göran Engström (tf nyhetschef)
- 2009–2010 – Anders Karlsson (nyhetschef)
- 2010–2010 – Anna Karin Lith (tf redaktionschef)
- 2010–2012 – Bo Andersson
- 2012–2012 – Mats Ottosson
- 2012–2023 – Johan Hedberg
- 2023–(fortf) – Carl-Henric Malmgren